# Alexander Klee (Künstler)
Alexander Klee (* 6. Oktober 1940 in Sofia, Bulgarien; † 1. März 2021 in Bern) war ein Schweizer Maler, Grafiker und Kunstsammler. Als Künstler arbeitete er unter dem Namen Aljoscha Ségard.

## Leben und Wirken
Alexander Klee war Sohn des Stifters Felix Klee und Enkel des Malers Paul Klee. Zunächst in Würzburg aufgewachsen, zog er mit seinen Eltern 1948 in die Schweiz. 1958 absolvierte er die École de photographie in Vevey. Ab 1963 arbeitete er als Pressefotograf in Zürich, von 1970 bis 1975 als Buchhändler, Grafiker und Maler in Bern, ab 1976 als freiberuflicher Künstler in Bern und der Provence wo er in Cavaillon lebte. Klee war mit dem Künstler Georges Item befreundet.
Nach dem Tod seines Vaters 1990 engagierte er sich für die Gründung eines Paul-Klee-Museums in Bern, das 2005 in Form des Zentrums Paul Klee eröffnet wurde. Als Erbe brachte er die Hälfte der im Nachlass seines Vaters vorhandenen Werke und einen grossen Teil des Familienarchivs in das Museum ein. Mehr als 850 Werke aus seinem Besitz befinden sich als Dauerleihgabe im Zentrum Paul Klee. Er sass auch als Verwalter des Nachlasses seines Vaters im Stiftungsrat des Zentrums.

## Werke (Auswahl)
- Zum Geleit. In: Thomas Kain, Mona Meister, Franz-Joachim Verspohl (Hrsg.): Paul Klee in Jena 1924. Der Vortrag. Minerva. Jenaer Schriften zur Kunstgeschichte, Band 10, Kunsthistorisches Seminar, Jenoptik AG, Druckhaus Gera, Jena 1999, ISBN 3-932081-34-X
- Zeichnungen. In: Hermann Schreiber: Provence, Zauber des Südens, Bern/Stuttgart 1974
- 6 Radierungen, 6 Texte, Gümlingen 1981
- Nachtgärten. Ginasservis 1986
- Für meinen Vater. In: Bernd Storz, Gabriele Straub (Hrsg.): Felix Klee. Arbeiten auf Papier. Bilder von Felix Klee 1913–1921, Hans Thoma-Gesellschaft – Kunstverein Reutlingen 1991
- Texte. In: Georges Item: Anges=Engel, Biel 1992
- Inga Vatter-Jensen: Henriette Sechehaye: Die letzte Schülerin von Paul Klee. Mit Texten von Annelise Zwez, Alexander Klee, Stefan Haenni und Steffan Biffiger. ArchivArte, Bern 2005, ISBN 3-9522302-2-7.